# Pathé Ciss
Pathé Ismaël Ciss (* 16. března 1994) je senegalský profesionální fotbalista, který hraje na pozici záložníka za španělský klub Rayo Vallecano a senegalský národní tým.

## Klubová kariéra
Ciss se narodil v Dakaru a do akademie Diambars FC přišel ve 12 letech, přičemž se přidal k svému staršímu bratrovi Saliouovi a otci Ibouovi, který tam byl trenérem. Svoji seniorskou kariéru začal v Diambars, než se připojil k týmu CF União 31. července 2017.
Ciss absolvoval svůj profesionální debut 13. srpna 2017, kdy nastoupil jako pozdní náhradník za Gonçala Abreua v domácí výhře 2:0 proti Realu SC. Svůj první profesionální gól vstřelil 29. října, když dal jediný gól při domácí prohře s UD Oliveirense.
Dne 30. srpna 2018, po sestupu Uniãa, se Ciss přesunul na roční hostování do FC Famalicão, které hrálo také ve druhé lize. Během této sezóny přispěl čtyřmi góly k tomu, že jeho tým po 25 letech postoupil zpět do Primeira Ligy.
Dne 2. září 2019 byl Ciss půjčen do španělského klubu CF Fuenlabrada na jednu sezónu. Následující rok 13. července podepsal s klubem trvalou smlouvu do roku 2023.
Dne 28. července 2021 podepsal Ciss čtyřletou smlouvu s Rayo Vallecano, spolu se spoluhráčem Randym Ntekou.

## Reprezentační kariéra
Ciss poprvé nastoupil za národní fotbalový tým Senegalu v přátelském utkání s Bolívií 24. září 2022. Byl zařazen do týmu trenéra Aliou Cissého na Mistrovství světa ve fotbale 2022, kde debutoval jako náhradník v zápase proti pořadatelské zemi Kataru, který skončil vítězstvím Senegalu 3:1. Poté nastoupil v základní sestavě proti Ekvádoru v posledním zápase skupiny a proti Anglii v osmifinále.
V prosinci 2023 byl zařazen do senegalského týmu na odložený Africký pohár národů 2023, který se konal v Pobřeží slonoviny.

## Statistiky

### Klubové
Platí k zápasu hranému 22. srpna 2021.
| Klub                    | Sezóna            | Liga              | Liga   | Liga | Národní pohár | Národní pohár | Ligový pohár | Ligový pohár | Ostatní | Ostatní | Celkově | Celkově |
| Klub                    | Sezóna            | Soutěž            | Zápasy | Góly | Zápasy        | Góly          | Zápasy       | Góly         | Zápasy  | Góly    | Zápasy  | Góly    |
| ----------------------- | ----------------- | ----------------- | ------ | ---- | ------------- | ------------- | ------------ | ------------ | ------- | ------- | ------- | ------- |
| União                   | 2017/18           | Segunda Liga      | 30     | 2    | 1             | 0             | 3            | 0            | —       | —       | 34      | 2       |
| Famalicão (hostování)   | 2018/19           | Segunda Liga      | 28     | 4    | 0             | 0             | 0            | 0            | —       | —       | 28      | 4       |
| Fuenlabrada (hostování) | 2019/20           | Segunda División  | 20     | 3    | 2             | 0             | —            | —            | —       | —       | 22      | 3       |
| Fuenlabrada             | 2020/21           | Segunda División  | 30     | 3    | 1             | 0             | —            | —            | —       | —       | 31      | 3       |
| Rayo Vallecano          | 2021/22           | La Liga           | 2      | 0    | 0             | 0             | —            | —            | —       | —       | 2       | 0       |
| Celkově v kariéře       | Celkově v kariéře | Celkově v kariéře | 110    | 6    | 4             | 0             | 3            | 0            | 0       | 0       | 117     | 6       |